# Chalinolobus nigrogriseus
Chalinolobus nigrogriseus — вид рукокрилих родини Лиликові (Vespertilionidae).

## Поширення
Країни проживання: Австралія (Новий Південний Уельс, Північна Територія, Квінсленд, Вікторія), Папуа Нова Гвінея. Висота проживання: від рівня моря до 300 м над рівнем моря. Цей вид присутній в низовинних місцях проживання, де він був записаний у мокрих склерофільних лісах, рідколіссях, чагарниках і над піщаними дюнами.

## Поведінка. Відтворення
Лаштує сідала в дуплах дерев, ущелинах скель і в будівлях. Це повітряна комахоїдна тварина, що полює на водно-болотних угіддях, а також в лісових районах. Самиці народжують одного або двох малят.

## Загрози та охорона
У цілому, немає серйозних загроз для цього виду. Може бути під локальною загрозою в частинах ареалу від порушень місць спочинку або втрат дупел дерев. Зустрічається в багатьох природоохоронних територіях.